# Carlos Zubiaga
Carlos Zubiaga Uribarri (Bilbao, 8 de octubre de 1941), es un cantante, teclista y guitarrista que forma parte en la actualidad del grupo vocal El Consorcio. Antes perteneció durante 17 años a Mocedades, donde fue uno de los seis históricos, y aún antes perteneció al grupo Los Mitos, entre otras formaciones.

## Trayectoria artística
Carlos Zubiaga fue uno de los fundadores del grupo Los Mitos, uno de los primeros grupos de pop en España. En sus inicios estuvo formado por Tony Landa (nombre artístico de José Antonio Santiesteban) como voz solista, Carlos Zubiaga en la guitarra rítmica y los teclados, José Ignacio Millán en la guitarra de punteo, Francisco García (Paco) en la batería y Óscar Matía Sorozábal en el bajo. Con una música agradable y fresca dieron un salto desde Bilbao, su ciudad natal, a toda España e incluso Hispanoamérica.
Comenzaron su andanza musical en el verano de 1964 en Pedernales, Vizcaya con el nombre de Los Famélicos, y tras durísimos tiempos y un cambio de nombre, comenzó la popularidad y la fama un 8 de abril de 1968, cuando realizaron su primera presentación respaldados por la discográfica Hispavox. Su primer sencillo fue "Cuando vuelvas"(Primera canción compuesta por Carlos y Oscar), una de las grandes canciones de ese año. Era fácil de recordar, tenía arreglos vocales similares a los de los Beach Boys, y estaba alejada de los excesos progresivos y compromisos sociopolíticos de la época. Este tema era también una magnífica representación de medio tono arquetípico entre ritmo orquestal y tragedia vocal. Otros temas fueron "Cantemos así" (Aleluya) y "Este es mi llanto". Pero su mayor éxito a nivel mundial llegó con "Es muy fácil" en 1969.
En 1973 se incorporó al grupo Mocedades tras la marcha de Rafael Blanco y Sergio y Estíbaliz, participando con ellos en el Festival de la Canción de Eurovisión de 1973. Con su entrada quedó definitivamente configurada la llamada formación de los seis históricos de Mocedades, la que tuvo los mayores éxitos discográficos, compuesta por él mismo junto a Amaya Uranga, Javier Garay, Izaskun Uranga, José Ipiña y Roberto Uranga.
Participó en 15 de sus discos. Además de cantar, su colaboración en ese grupo se centró en el arreglo vocal y tocaba la guitarra y el teclado. Aunque habitualmente se limitaba a los coros, su voz como solista puede escucharse en los temas If you miss me from the back of the bus, Santa Yágueda, Aire, Un día de domingo y Donde estés tú.
En 1989 dejó Mocedades, dedicándose durante un breve periodo a producir para otros artistas (incluidos los propios Mocedades en su álbum de 1992) desde su propio estudio de grabación: Tío Pete.
En 1993 se reunió con su excompañera de Mocedades Amaya Uranga, Sergio y Estíbaliz e Iñaki Uranga para formar El Consorcio. Dentro del grupo se dedica especialmente a los arreglos vocales, canta los coros de las canciones y puntualmente toca la guitarra.